# Megeuptychia confluens
Megeuptychia confluens är en fjärilsart som beskrevs av Krüger 1929. Megeuptychia confluens ingår i släktet Megeuptychia och familjen praktfjärilar. Inga underarter finns listade i Catalogue of Life.